# William Thynne (Politiker)
Lord William Thynne (* 17. Oktober 1803; † 30. Januar 1890 in Ditton Park, Slough) war ein britischer Offizier und Politiker, der zweimal als Abgeordneter für das House of Commons gewählt wurde.
William Thynne entstammte der britischen Familie Thynne. Er war der vierte Sohn von Thomas Thynne, 2. Marquess of Bath und von Hon. Isabella Elizabeth Byng, einer Tochter von George Byng, 4. Viscount Torrington. Als jüngerer Sohn eines Marquess führte er das Höflichkeitsprädikat Lord. 1820 trat er als Ensign in die British Army ein und wurde 1822 zum Lieutenant und 1825 zum Captain befördert. Nachdem sein Bruder Henry 1825 zu einer mehrjährigen Reise als Marineoffizier aufbrach, wurde er als dessen Nachfolger 1826 als Abgeordneter für Weobley in Hertfordshire ins House of Commons gewählt. Weobley galt als rotten borough, da der Wahlbezirk völlig von der Familie Thynne kontrolliert wurde. Als Abgeordneter wurde Thynne Offizier auf Halbsold. Im House of Commons galt Thynne als Unterstützer des konservativen Premierministers Wellington, nahm jedoch nur selten an den Parlamentssitzungen teil. Redebeiträge von ihm sind nicht überliefert. Als Angehöriger einer traditionell anglikanischen Familie war er ein Gegner der Katholikenemanzipation, bis die Regierung Wellington am 30. März 1829 das Gesetz unterstützte. Bei der Unterhauswahl im Juli 1830 wurde er zusammen mit seinem Bruder Henry als Abgeordneter wiedergewählt. Er war ein Gegner einer Wahlkreisreform, durch die der Wahlkreis Weobley aufgelöst werden sollte. Bei der Wahl im April 1831 trat er nicht erneut an, an seiner Stelle wurde sein Bruder Edward gewählt.
Thynne versuchte vergeblich, seinen Bruder Edward mit dessen Ehefrau Elizabeth Mellish zu versöhnen. Er blieb Offizier auf Halbsold, wurde im August 1830 zum Major und 1838 zum Lieutenant-Colonel befördert. 1844 nahm er seinen Abschied. Er heiratete am 19. Dezember 1861 Belinda Brummel, eine Tochter des Anwalts George Archer Brummel aus Morpeth in Northumberland. Er wohnte mit seiner Frau in London, bis sie 1869 starb. Die Ehe war kinderlos geblieben. Nach dem Tod seiner Frau lebte er bei seiner verwitweten Schwester Charlotte Anne, Duchess of Buccleuch, in Ditton Park bei Slough, wo auch sein zum Katholizismus konvertierter Bruder Charles lebte. Nach einem Schlaganfall invalide, starb er 1890 und wurde im Kirchhof von Datchet begraben. Den Großteil seines Besitzes vermachte er seinem Hausdiener Samuel MacLean.